# Lymantria dispar
Lymantria dispar, também conhecida por mariposa esponjosa, mariposa-cigana, bichoca, limantria, zigue-zague ou lagarta-do-sobreiro, é uma mariposa diurna da família dos limantriídeos, originária da Europa. As fêmeas de tal espécie apresentam asas cor de palha finamente listradas e machos possuem asas marrons. É considerada séria praga de diversas árvores e arbustos, tendo sido introduzida acidentalmente na América do Norte.

## Descrição
As larvas (lagartas) de Lymantria dispar são polífagas, o que significa que se alimentam de uma grande variedade de árvores decíduas e coníferas. Elas gostam particularmente de carvalhos, mas também podem desfolhar outras espécies como bordo, bétula, salgueiro e choupo.  Em anos de reprodução em massa, as lagartas podem causar danos severos às florestas, levando a perdas econômicas e perturbações ecológicas.

## Ciclo de vida

### Ovos:
são depositados em massas em troncos de árvores, galhos e outras superfícies no inverno e eclodem no final da primavera.

### Larva:
Alimentam-se de folhas por varias semanas até se transformarem em mariposas adultas.

### Adultos:
As fêmeas morrem depois de depositarem os ovos.

## Galeria

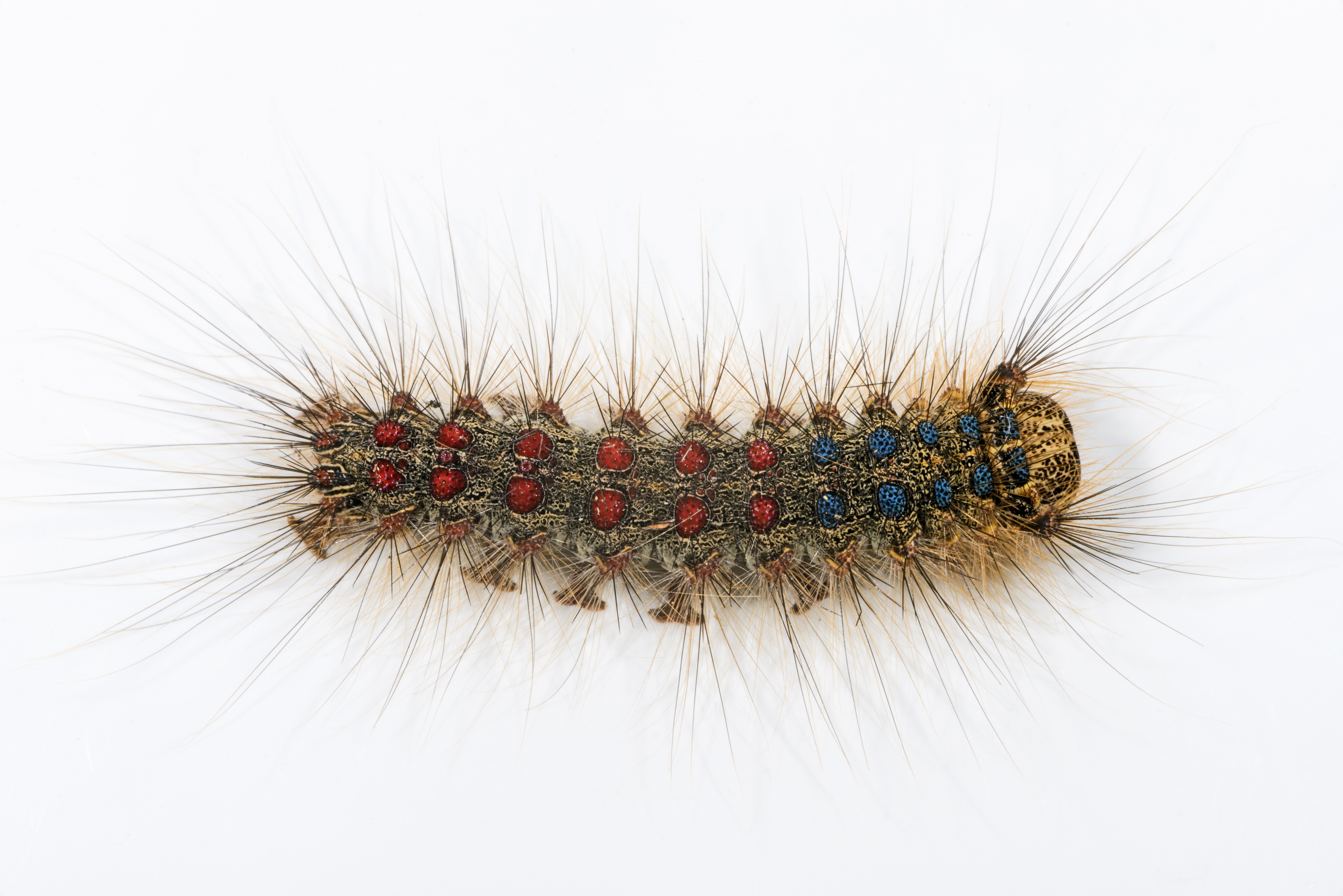
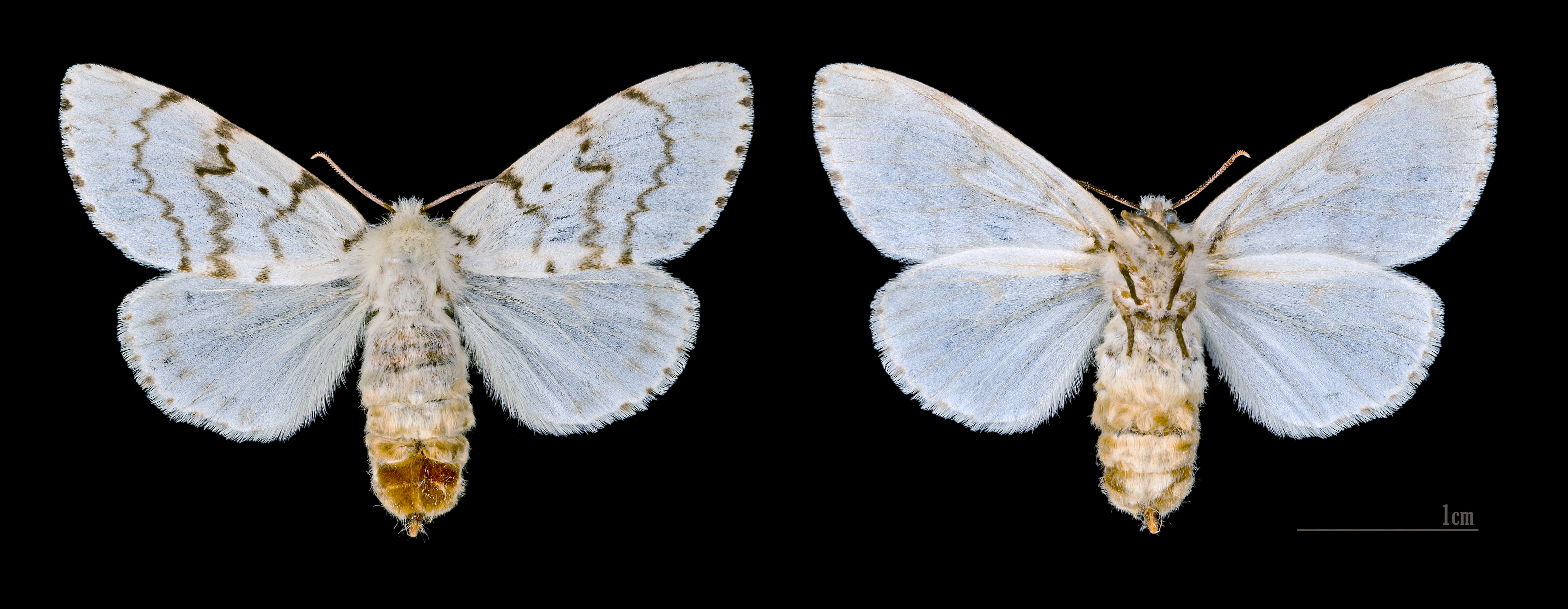
♀
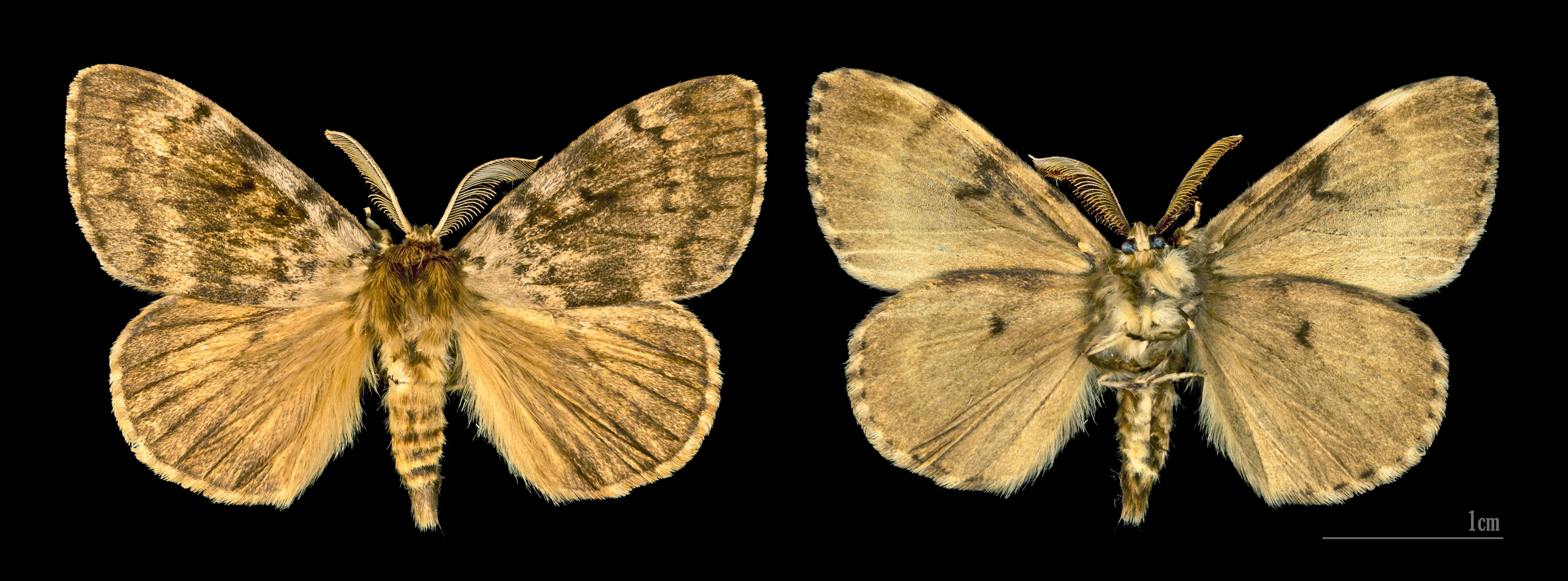
♂